# Prosopidia atypica
Prosopidia atypica är en fjärilsart som beskrevs av Felix Bryk 1953. Prosopidia atypica ingår i släktet Prosopidia och familjen björnspinnare. Inga underarter finns listade i Catalogue of Life.